# Marcilly-en-Beauce
Marcilly-en-Beauce è un comune francese di 367 abitanti situato nel dipartimento del Loir-et-Cher nella regione del Centro-Valle della Loira.

## Società

### Evoluzione demografica
Abitanti censiti